# Нада Матић
Нада Матић (Бајина Башта, 14. јануар 1924 — Поља, код Мојковца, 22. мај 1944) била је учесница Народноослободилачке борбе и народни херој Југославије.

## Биографија
Рођена је 14. јануара 1924. године у Бајиној Башти. По завршетку основне школе, уписала се у Учитељску школу у Ужицу. Убрзо је у школи постала чланица Савеза комунистичке омладине Југославије (СКОЈ).
Почетком 1941. године, примљена је за чланицу Комунистичке партије Југославије. Нешто касније, постала је секретарица Окружног комитета СКОЈ-а за ужички округ и на тој дужности остала до повлачења главних партизанских снага из Србије, у јесен 1941. године.
Након почетка оружаног устанка и формирања Ужичке републике 1941. године, ступила је у Ужички партизански одред и са главнином партизанских снага повукла се из Србије за време Прве непријатељске офанзиве.
Приликом формирања Друге пролетерске бригаде, 1. марта 1942. године, постала је борац ове бригаде, болничарка и скојевски руководилац чете, а касније и батаљона.
Крајем 1943. године, постала је заменик политичког комесара чете. Јула 1943. године, учествовала је у борбама у Босанској крајини, код Бањалуке, где се такође бринула и за рањенике.
Почетком априла 1944, бугарски војници су код Ибра зашли њеној бригади иза леђа. Њен батаљон је имао задатак да нападне бугарске снаге. Штаб батаљона оставио је Наду да ради у батаљонском превијалишту. Она је касније побегла у своју чету како би учествовала у нападу на бугарске јединице. У овом нападу, била је тешко рањена у оба кука у засеоку Маринковићи, села Бзовик, испод планине Радочело. Пре тога је у прошлим биткама већ била рањена двапут. Преминула од задобијених рана, 22. маја 1944. у партизанској болници у селу Поља, код Мојковца.
Указом председника ФНР Југославије Јосипа Броза Тита 6. јула 1953. проглашена је за народног хероја.
По њој данас носи име Основна школа у Ужицу.